# Jamshid Sharmahd
Jamshid Sharmahd (en persan : جمشید شارمهد, né le 23 mars 1955 à Téhéran et mort le 28 octobre 2024 dans la même ville) est un journaliste et ingénieur logiciel irano-allemand.

## Biographie
Jamshid Sharmahd naît à Téhéran, et déménage avec sa famille en Allemagne à l'âge de sept ans. Il est citoyen allemand depuis 1995.
Il crée sa propre société de logiciels et déménage, en 2003, aux États-Unis, où il entre en contact avec le groupe d'opposition monarchiste Tondar, considéré comme « terroriste » par l'Iran. Au début, il aide seulement à mettre en place une médiathèque pour leur chaîne clandestine, mais il s'y engage progressivement pendant le mouvement vert de 2009 en Iran. Il était dernièrement le porte-parole de Tondar. Ce groupuscule clandestin milite pour le rétablissement d'une monarchie en Iran et préconise l'utilisation de moyens violents pour y parvenir. En tant qu'ingénieur et expert en informatique, Sharmahd a participé à un programme radio du groupe.
À la fin juillet 2020, Sharmahd fait une escale à Dubaï, les services du ministère du Renseignement de la république islamique d'Iran l'arrêtent et l'emmènent en Iran. 
En février 2023, il est condamné à mort par la 15e chambre du tribunal révolutionnaire islamique (en) de Téhéran, présidée par Abolqasem Salavati, pour « corruption sur terre », notamment pour son implication présumée dans un attentat contre une mosquée à Chiraz, qui avait fait 14 morts et quelque 200 blessés en avril 2008. La justice iranienne lui reproche également d'avoir établi des contacts avec des « officiers du FBI et de la CIA » et d'avoir « tenté de contacter des agents du Mossad israélien ». Le 28 octobre 2024, un communiqué de l'agence de presse Mizan (fa), affiliée au système judiciaire iranien, affirme qu'« après [...] l'approbation finale de la décision de justice par la Cour suprême, la sentence de Jamshid Sharmahd [...] a été exécutée ce matin ». Sa fille, Gazelle Sharmahd, réclame « des preuves » de son exécution et, le cas échéant, la remise de son corps,. Finalement, le 5 novembre 2024, le porte-parole du système judiciaire iranien, Asghar Jahangir, déclare que Jamshid Sharmahd est mort d'un accident vasculaire cérébral avant d'avoir pu être exécuté. Désabusée, Gazelle Sharmahd affirme ne croire « en rien » de ce que disent les autorités iraniennes et réclame « des preuves venant d'une enquête indépendante menée hors de l'Iran ». Mahmood Amiry-Moghaddam (en), le directeur de l'ONG Iran Human Rights (en) (IHR), basée en Norvège, partage sa volonté : « Compte-tenu du manque de transparence et des versions contradictoires de la justice, nous demandons des investigations indépendantes d'une délégation internationale, avec des médecins légistes ». « Si sa famille en fait officiellement la demande, nous ne voyons aucun obstacle » à restituer le corps de Jamshid Sharmhad, indique le ministre iranien des Affaires étrangères, Abbas Araghtchi, dans une interview publiée le 8 novembre 2024 par SPIEGEL ONLINE. Il ajoute : « Si sa famille le souhaite, nous sommes également disposés à faire procéder à une autopsie », affirmant néanmoins que « savoir s'il a été puni ou s'il est décédé de mort naturelle est tout à fait secondaire ». 

## Réactions internationales
L'arrestation, le jugement et l'exécution ont fait l'objet de critiques internationales. L'Organisation des Nations unies sur la détention arbitraire a conclu que « le gouvernement de la République islamique d'Iran est responsable de l'enlèvement et de la déportation de M. Sharmahd ». Amnesty International a jugé que le procès était de motivation politique et a exigé sa libération. La ministre allemande des Affaires étrangères, Annalena Baerbock, a également émis de vives critiques, a convoqué l'ambassadeur iranien Mahmoud Farazandeh et a déclaré deux diplomates persona non grata.
Le chancelier allemand Olaf Scholz qualifie son exécution de « scandale », qu'il « condamne avec la plus grande fermeté ». De son côté, Annalena Baerbock convoque le chargé d'affaires iranien pour lui faire part de sa « vive protestation » et rappelle son ambassadeur à Téhéran, Markus Potzel (de), « pour des consultations ». Le Haut représentant de l'Union européenne pour les affaires étrangères et la politique de sécurité, Josep Borrell, condamne l'exécution « avec la plus grande fermeté » et annonce que l'UE envisage des « mesures en réponse » contre l'Iran. Le ministre iranien des Affaires étrangères, Abbas Araghtchi, condamne ces critiques de Berlin et l'UE, affirmant qu'« un passeport allemand n'assure l'impunité à personne, et encore moins à un terroriste criminel » et que « l'Europe n'est que synonyme d'hypocrisie » pour ne pas avoir pris de mesure pour mettre un terme à « la tuerie de plus de 50 000 Palestiniens à Gaza ». Le 31 octobre, Annalena Baerbock annonce sa décision « de fermer les trois consulats généraux iraniens à Francfort-sur-le-Main, Munich et Hambourg ». Ces fermetures vont affecter 32 agents consulaires, selon le ministère allemand des Affaires étrangères. Le jour même, l'Iran déplore une décision, qui va « priver les Iraniens des services et facilités consulaires », et convoque le chargé d'affaires de l'ambassade d'Allemagne à Téhéran (de), Hans-Peter Jugel, pour lui transmettre sa « vive protestation »,.  